# 库涅尔马
库涅尔马（羅馬化：Kunerma）是俄罗斯伊尔库茨克州的工人村（市级镇），属卡扎钦斯科-连斯基区，位于勒拿河流域内库涅尔马河沿岸地区，在区行政中心卡扎钦斯科耶东南方、州府伊尔库茨克东北方。
该地2021年人口有0人；2010年人口59；2002年人口161；1989年人口586。